# Postscapular shield
Postscapular shield (dosł. tarczka postskapularna) – zesklerotyzowana płytka na ciele niektórych roztoczy.
Płytka ta jest tylną tarczką powstałą w wyniku poprzecznego podziału tarczki prodorsalnej na dwa. Przednia z tak powstałych tarczek zwana jest preskapularną. Wśród Psoroptidia taka sytuacja jest typowa dla Listrophoridae, Lemurnyssidae, Atopomelidae i występuje też u niektórych Labidocarpinae.
Tarczka postskapularna może się wtórnie zrastać z preskapularną (np. samice Leporacarus) lub hysteronotalną (np. u podrodzaju Mexicochirus). U rodzaju Prolistrophorus na jej środku występuje duży obszar niezesklerotyzowanego oskórka zwany median frame. Tarczka ta może również się dzielić wtórnie na dwie tarczki (np. u Labidocarpellus). U niektórych gatunków rodzaju Didelphoecius powstałe w wyniku podziału wzdłuż parzyste tarczki pre- i postskapularne zrastają się ze sobą wtórnie (lewa preskapularna z lewą postskapularną i analogicznie z prawej). U wielu taksonów tarczka ta jest silnie zredukowana lub wtórnie zanikła.